# Politiske partier i Storbritannien
Dette er en liste over politiske partier i Storbritannien. Storbritannien har et flerpartisystem, og benytter et First-past-the-post valgsystem, hvilke gør at det er muligt for enkelte partier at få en majoritet i underhuset. Storbritannien har et føderalt system, og de forskellige lande har dermed deres eget parlament, som vælges på forskellige måde fra land til land.

## Nationale parlament
Den første liste er en liste over partier repræsenteret i det britiske parlament.
| Navn                               | Navn på Dansk                      | Partiformand                 | Partiformand | Politiske position | Ideologi                                                      | Underhuset | Overhuset |
| ---------------------------------- | ---------------------------------- | ---------------------------- | ------------ | ------------------ | ------------------------------------------------------------- | ---------- | --------- |
| Labour Party                       | Arbejderpartiet                    | Keir Starmer                 |              | Centrum-venstre    | Socialdemokratisme, Demokratisk socialisme                    | 398 / 650  | 210 / 824 |
| Conservative and Unionist Party    | Konservative og Unionistiske Parti | Kemi Badenoch                |              | Centrum-højre      | Konservatisme, Liberalisme, Britisk unionisme                 | 120 / 650  | 285 / 824 |
| Liberal Democrats                  | Liberaldemokraterne                | Ed Davey                     |              | Centrum            | Liberalisme, Socialliberalisme                                | 72 / 650   | 76 / 824  |
| Scottish National Party            | Skotlands Nationalparti            | John Swinney                 |              | Centrum-venstre    | Skotsk uafhængighed, Socialdemokratisme                       | 9 / 650    | Ingen     |
| Sinn Féin                          | Os Selv                            | Mary Lou McDonald            |              | Venstrefløj        | Irsk republikanisme, Demokratisk socialisme                   | 7 / 650    | Ingen     |
| Democratic Unionist Party          | Demokratiske Unionist Parti        | Gavin Robinson               |              | Højrefløj          | Britisk unionisme, Nationalkonservatisme, Højrepopulisme      | 5 / 650    | 6 / 824   |
| Reform UK                          | Reform UK                          | Nigel Farage                 |              | Højrefløj          | Højrepopulisme, Euroskepticisme                               | 4 / 650    | Ingen     |
| Plaid Cymru                        | Walespartiet                       | Rhun ap Iorwerth             |              | Centrum-venstre    | Walisisk uafhængighed Socialdemokratisme                      | 4 / 650    | 2 / 824   |
| Green Party of England and Wales   | England og Wales' Grønne Parti     | Carla Denyer & Adrian Ramsay |              | Venstrefløj        | Grøn ideologi, Økosocialisme                                  | 4 / 650    | 2 / 824   |
| Social Democratic and Labour Party | Socialdemokratiske Arbejderparti   | Colum Eastwood               |              | Centrum-venstre    | Irsk republikanisme, Socialdemokratisme                       | 2 / 650    | Ingen     |
| Alliance Party of Northern Ireland | Nordirlands Alliance Parti         | Naomi Long                   |              | Centrum            | Socialliberalisme                                             | 1 / 650    | Ingen     |
| Ulster Unionist Party              | Ulster Unionist Parti              | Doug Beattie                 |              | Centrum-højre      | Britisk unionisme, Konservatisme, Liberalisme                 | 1 / 650    | 3 / 824   |
| Traditional Unionist Voice         | Traditionel Unionistisk Stemme     | Jim Allister                 |              | Højrefløj          | Nationalkonservatisme, Britisk unionisme, Anti-Belfastaftalen | 1 / 650    | Ingen     |
| Kilde:                             |                                    |                              |              |                    |                                                               |            |           |

## Lokale parlamenter
Som del af at Storbritannien er en føderal stat, så har Skotland, Wales og Nordirland deres egne lokale parlamenter. Hovedstaden London har også sin egen forsamling.

### Skotlands parlament
| Navn                       | Navn på Dansk               | Partiformand                  | Partiformand | Politiske position              | Ideologi                                      | Skotske Parlament |
| -------------------------- | --------------------------- | ----------------------------- | ------------ | ------------------------------- | --------------------------------------------- | ----------------- |
| Scottish National Party    | Skotlands Nationalparti     | John Swinney                  |              | Centrum-venstre                 | Skotsk uafhængighed, Socialdemokratisme       | 60 / 129          |
| Scottish Conservatives     | Skotske Konservative        | Russell Findlay               |              | Centrum-højre                   | Konservatisme, Liberalisme, Britisk unionisme | 30 / 129          |
| Scottish Labour            | Skotske Arbejderparti       | Anas Sarwar                   |              | Centrum-venstre                 | Socialdemokratisme, Demokratisk socialisme    | 23 / 129          |
| Scottish Greens            | Skotske Grønne              | Patrick Harvie & Lorna Slater |              | Centrum-venstre til venstrefløj | Grøn ideologi, Skotsk uafhængighed            | 7 / 129           |
| Scottish Liberal Democrats | Skotske Liberaldemokraterne | Alex Cole-Hamilton            |              | Centrum                         | Liberalisme, Socialliberalisme                | 5 / 129           |
| Kilde:                     |                             |                               |              |                                 |                                               |                   |

### Wales' nationalforsamling
| Navn                            | Navn på Dansk                      | Partiformand | Partiformand | Politiske position | Ideologi                                      | Nationalforsamling |
| ------------------------------- | ---------------------------------- | ------------ | ------------ | ------------------ | --------------------------------------------- | ------------------ |
| Labour Party                    | Arbejderpartiet                    | Keir Starmer |              | Centrum-venstre    | Socialdemokratisme, Demokratisk socialisme    | 30 / 60            |
| Conservative and Unionist Party | Konservative og Unionistiske Parti | Rishi Sunak  |              | Centrum-højre      | Konservatisme, Liberalisme, Britisk unionisme | 16 / 60            |
| Plaid Cymru                     | Walespartiet                       | Adam Price   |              | Centrum-venstre    | Walisisk uafhængighed, Socialdemokratisme     | 13 / 60            |
| Liberal Democrats               | Liberaldemokraterne                | Ed Davey     |              | Centrum            | Liberalisme, Socialliberalisme                | 1 / 60             |
| Kilde:                          |                                    |              |              |                    |                                               |                    |

### Nordirlands forsamling
| Navn                               | Navn på Dansk                    | Partiformand      | Partiformand | Politiske position | Ideologi                                                 | Nordirlands Forsamling |
| ---------------------------------- | -------------------------------- | ----------------- | ------------ | ------------------ | -------------------------------------------------------- | ---------------------- |
| Sinn Féin                          | Os Selv                          | Mary Lou McDonald |              | Venstrefløj        | Irsk republikanisme, Demokratisk socialisme              | 27 / 90                |
| Democratic Unionist Party          | Demokratiske Unionist Parti      | Jeffrey Donaldson |              | Højrefløj          | Britisk unionisme, Nationalkonservatisme, Højrepopulisme | 25 / 90                |
| Alliance Party of Northern Ireland | Nordirlands Alliance Parti       | Naomi Long        |              | Centrum            | Socialliberalisme                                        | 17 / 90                |
| Ulster Unionist Party              | Ulster Unionist Parti            | Doug Beattie      |              | Centrum-højre      | Britisk unionisme, Konservatisme, Liberalisme            | 9 / 90                 |
| Social Democratic and Labour Party | Socialdemokratiske Arbejderparti | Colum Eastwood    |              | Centrum-venstre    | Irsk republikanisme, Socialdemokratisme                  | 8 / 90                 |
| People Before Profit               | Mennesker før Profit             | Eamonn McCann     |              | Venstrefløj        | Socialisme, Trotskisme                                   | 1 / 90                 |
| Traditional Unionist Voice         | Traditionel Unionistisk Stemme   | Jim Allister      |              | Højrefløj          | Britisk unionisme, Nationalkonservatisme                 | 1 / 90                 |
| Kilde:                             |                                  |                   |              |                    |                                                          |                        |

### Londonforsamlingen
| Navn                             | Navn på Dansk                      | Partiformand                 | Partiformand | Politiske position | Ideologi                                      | Londonforsamlingen |
| -------------------------------- | ---------------------------------- | ---------------------------- | ------------ | ------------------ | --------------------------------------------- | ------------------ |
| Labour Party                     | Arbejderpartiet                    | Keir Starmer                 |              | Centrum-venstre    | Socialdemokratisme, Demokratisk socialisme    | 11 / 25            |
| Conservative and Unionist Party  | Konservative og Unionistiske Parti | Rishi Sunak                  |              | Centrum-højre      | Konservatisme, Liberalisme, Britisk unionisme | 9 / 25             |
| Green Party of England and Wales | England og Wales' Grønne Parti     | Carla Denyer & Adrian Ramsay |              | Venstrefløj        | Grøn ideologi, Økosocialisme                  | 3 / 25             |
| Liberal Democrats                | Liberaldemokraterne                | Ed Davey                     |              | Centrum            | Liberalisme, Socialliberalisme                | 2 / 25             |
| Kilde:                           |                                    |                              |              |                    |                                               |                    |